# Erigone nitidithorax
Erigone nitidithorax Miller, 1970 è un ragno appartenente alla famiglia Linyphiidae.

## Distribuzione
La specie è endemica dell'Angola.

## Tassonomia
È stato osservato solamente l'olotipo della specie nel 1970 e ad oggi, 2014, non sono note sottospecie.